# Вайя (город)
Вайя (венг. Vaja) — город в медье Сабольч-Сатмар-Берег в Венгрии.

## История
Первое упоминание относится к 1272 году. С 1970 года имеет статус посёлка(надькёзшег), с 2009 года — статус города.
Город занимает площадь 28,61 км², там проживает 3570 жителей (по данным 2010 года).

## Население
| Год  | Численность | Численность |
| ---- | ----------- | ----------- |
| 2013 | 3639        | [ 3 ]       |
| 2014 | 3588        | [ 4 ]       |
| 2015 | 3515        | [ 5 ]       |
| 2021 | 3488        | [ 6 ]       |
| 2022 | 3329        | [ 7 ]       |
| 2023 | 3402        | [ 8 ]       |
| 2024 | 3368        | [ 1 ]       |

По данным 2001 года, 96 % жителей города — венгры, 4 % — цыгане.

## Расположение
Город расположен примерно в 33 км к востоке от города Ньиредьхаза. В городе есть железнодорожная станция. Через город проходит автодорога 49.

## Достопримечательности
- Замок (в настоящее время — музей);
- Церковь XV века.